# Otto van Wassenaer van Catwijck
Otto van Wassenaer van Catwijck (Nijmegen, 26 december 1823 - 's-Gravenhage, 19 november 1887) was een antirevolutionair Nederlands politicus

## Biografie
Hij was een trouwe volgeling van Groen van Prinsterer, die tevens zijn neef was. Hij was Tweede Kamerlid voor het district Leiden. Als Kamerlid was hij breed georiënteerd en regelmatig het woord voerend, waarbij hij vaak 'preekte'. Hij was een strijder tegen zeden- en goddeloosheid en voorstander van beteugeling van drankmisbruik. Oorspronkelijk was hij officier en burgemeester en daarna hofdignitaris. Hij werd schatrijk door het huwelijk met Jacqueline Adrienne Henriëtte Hoffman, een dochter van de rijke Rotterdamse koopman Mari Aert Frederic Henri Hoffmann en Cornelia Adriana Groen van Prinsterer; laatstgenoemde was op haar beurt een zuster van Guillaume Groen van Prinsterer. Hij gold enige tijd als officieuze leider van de AR-fractie in de Tweede Kamer.
Van Wassenaer was een telg uit het geslacht Van Wassenaer en een zoon van Otto van Wassenaer, heer van Katwijk en Jacqueline Cornelia van Balveren, vrouwe van Hoekelum en Weurt.
Van omstreeks 1871 tot omstreeks 1880 was hij ook dijkgraaf van het waterschap de Tedingerbroekpolder.
- Biografisch Portaal: 21967126
- Digitale Bibliotheek voor de Nederlandse Letteren: wass069
- Nederlandse Thesaurus van Auteursnamen: 070373744
- Parlement.com: vg09llctp7xt
- Virtual International Authority File: 291763535
- WorldCat: E39PBJth6B6V6tkGKg46VDCJDq